# John Lipscomb
John Bailey Lipscomb (* 25. Juli 1950 in Arlington, Virginia) ist ein ehemaliger anglikanischer Bischof der Episkopalkirche der Vereinigten Staaten von Amerika. Er war von 1997 bis 2007 der 4. Bischof von Southwest Florida.
Im Juni 1974 wurde er zum Diakon ordiniert und erhielt im März 1975 seine Priesterweihe. 1995 wurde er durch Edmond Lee Browning sowie James Malone Coleman und Rogers Sanders Harris zum Bischof geweiht. Er heiratete am 28. Dezember 1968 Marcie und hat zwei Kinder. Ende 2007 traten sie der römisch-katholischen Kirche bei. Am 2. Dezember 2009 wurde er in Lutz durch den Erzbischof von Miami John Favalora zum römisch-katholischen Priester geweiht.